# Dee Ayuba
Oladapo ”Dee”  Kanyinsola Ayuba, född 22 mars 1986 i London, Storbritannien, död 2 januari 2018 i Luxemburg, var en brittisk-nigeriansk basketspelare (forward). 
Efter fyra års universitetsbasket för University of Missouri började Ayuba sin europeiska proffskarriär i Plannja Basket 2007-2008. Han återvände till Basketligan efter ett år i Iraklis Thessaloniki B.C. i den näst högsta grekiska basketligan (A2). Efter det spelade han fem säsonger i Norrköping Dolphins, en säsong i Uppsala Basket, och en i Jämtland Basket. Han spelade flera säsonger i Basketligan och vann SM-guld 2 gånger och deltog Europacupspel med Norrköping Dolphins 2012.
Säsongen 2016/2017 och 2017/2018 representerade Ayuba Djurgården. Han spelade under en period i Residence Walferdange i Luxemburg.
Ayuba medverkade även i filmen Tårtgeneralen där han spelade basketspelaren Jerry Baskerville.
Han avled oväntat den 2 januari 2018, endast 31 gammal, efter att ha drabbats av ett plötsligt hjärtstopp.